# Havranský vrch
Havranský vrch (971 m) – szczyt w grupie górskiej Magury Orawskiej na Słowacji. Wznosi się w zakończeniu południowo-wschodniego grzbietu Javorinki. Jego stoki opadają w widły potoku Zázrivka i jego bezimiennego dopływu. Grzbiet Havrańskiego Wierchu oddziela miejscowości Zázrivá i Havrania.
Havranský vrch jest porośnięty lasem, ale grzbiet łączący go z Javorinką jest bezleśny, pokryty dużymi łąkami. Stoi na nich kilka szałasów, a na północno-zachodnich stokach drewniana dzwonnica.